# Bryan Bayda
Bryan Joseph Bayda (né le 21 août 1961 à Saskatoon en Saskatchewan) est l'évêque de l'éparchie de Toronto de l'Église grecque-catholique ukrainienne au Canada. Il fait partie de la congrégation du Très Saint Rédempteur.

## Biographie
Bryan Bayda est né à Saskatoon en Saskatchewan le 21 août 1961. Il effectua sa profession solonelle le 13 septembre 1986 au sein de la congrégation du Très Saint Rédempteur. Il fut ordonné prêtre le 30 mai 1987 pour cette congrégation. Le 2 mai 2008, il fut nommé évêque de l'éparchie de Saskatoon des Ukrainiens. Il fut consacré évêque le 27 juin 2008.
Le 28 avril 2022, le pape François le nomme évêque de l'éparchie de Toronto.